# Guido Bellini
Guido Bellini (Monteroni di Lecce, 5 maggio 1939 – Lecce, 30 novembre 2023) è stato un generale italiano, comandante generale dell'Arma dei Carabinieri dal 18 aprile 2002 al 5 maggio 2004.

## Biografia
Nato nel 1939 a Monteroni di Lecce, sin da giovanissimo decide di intraprendere la carriera militare. Entra quindi all'Accademia militare di Modena nel 1958, venendo nominato sottotenente del Genio Pionieri due anni dopo. Frequenta poi la Scuola di Applicazione d'Arma di Torino.
Presta servizio in diverse unità operative del Genio. Il 31 dicembre 1983 è promosso colonnello e destinato alla Scuola Militare del Genio; due anni dopo è destinato allo Stato Maggiore dell'Esercito con l'incarico di Capo Ufficio Ricerche e Studi. Promosso generale di brigata ottiene il comando della Brigata motorizzata Friuli.
Dal 1992 al 1994 ricopre l'incarico di Capo del 1º Reparto dello Stato Maggiore della Difesa e diviene presidente del comitato sportivo militare nazionale.
Nominato Ispettore dell'Arma del Genio, quindi Sottocapo di Stato Maggiore dell'Esercito, dal 1997 viene nominato Ispettore logistico dell'Esercito.
Dal 2002 è chiamato a sostituire il generale Sergio Siracusa (nominato Consigliere di Stato), a ricoprire la carica di Comandante generale dell'Arma dei Carabinieri. Sarà l'ultimo Comandante generale dei Carabinieri proveniente dalle file dell'Esercito.
Transita in Ausiliaria nel 2004.
Negli anni successivi (dal 14 dicembre 2005) ha ricoperto la carica di Presidente della Selex Communications del Gruppo Finmeccanica.